# Gaston Sainrat
Gaston Léon Sainrat, parfois crédité simplement Sainrat, né le 23 août 1878 à Tours en Indre-et-Loire et mort le 29 novembre 1967  dans le 15e arrondissement de Paris, est un acteur français de cinéma, de la période du cinéma muet.

## Filmographie partielle
- 1910 : Le Messager de Notre-Dame de Michel Carré
- 1910 : Mannequin par amour de Georges Monca
- 1910 : La Grève des forgerons de Georges Monca
- 1910 : Le Clown et le Pacha neurasthénique (ou Le Pacha neurasthénique) de Georges Monca
- 1910 : Le Revenant de Georges Denola
- 1910 : La Bouteille de lait d'Albert Capellani
- 1910 : L'Honneur (ou Pour l'honneur) d'Albert Capellani
- 1910 : Rigadin prend le train de 5 h 55 de Georges Monca
- 1910 : La Victime de Sophie (ou Victime de l'amour) d'Albert Capellani
- 1910 : Rigadin veut dormir tranquille de Georges Monca
- 1910 : Loin des yeux, loin du cœur de Georges Denola
- 1910 : Le Voile du bonheur d'Albert Capellani
- 1910 : Par un jour de carnaval de Georges Denola
- 1910 : Les Deux Jésus (Deux petits Jésus) de Georges Denola
- 1910 : La Libératrice de Georges Monca
- 1910 : Le Trimardeur (Le Gendarme sauve le voleur) de Georges Denola
- 1910 : Rigadin est trop beau de Georges Monca
- 1911 : Promenade d'amour de Georges Denola
- 1911 : Le Spoliateur (L'Autre ou un drame en wagon) d'Albert Capellani
- 1911 : La Femme du saltimbanque de Georges Denola
- 1911 : Le Roman de la momie d'Albert Capellani et Henri Desfontaines
- 1911 : La Louve de Michel Carré
- 1911 : Le Retour au foyer (Les Larmes de l'enfant) de Georges Denola
- 1911 : Le Vieux Comédien (Dernier rôle) de Michel Carré
- 1911 : Les Fiancés de Colombine de Georges Denola
- 1911 : Le Rendez-vous de Georges Denola
- 1911 : Âme de traître (Fleur des maquis) de Georges Denola
- 1911 : Le Prix de vertu d'Albert Capellani
- 1911 : Le Courrier de Lyon ou L'Attaque de la malle-poste d'Albert Capellani
- 1911 : L'Épouvante (Le Coucher d'une étoile) d'Albert Capellani
- 1911 : Pour les beaux yeux de la voisine de Georges Denola
- 1911 : La Navaja (Le Couteau) de Michel Carré
- 1911 : Le Pot de confitures de Georges Denola
- 1911 : Les Deux Chemins (ou Les Deux Sœurs) d'Albert Capellani
- 1911 : La Fille du clown de Georges Denola
- 1911 : Le Mensonge de Jean le Manchot (Pieux mensonge) de Michel Carré
- 1911 : Au temps des grisettes (Mimi Pinson) de Georges Denola
- 1911 : Romain Kalbris de Georges Denola
- 1911 : Le Rival dupé de Michel Carré
- 1911 : La Note de la blanchisseuse (Frisette, blanchisseuse de fin) de Georges Denola
- 1911 : Le Pain des petits oiseaux d'Albert Capellani
- 1911 : Barbe grise de Georges Monca
- 1911 : Le Mémorial de Sainte-Hélène (La Captivité de Napoléon) de Michel Carré
- 1911 : Philémon et Baucis de Georges Denola
- 1911 : La Lettre inachevée (Fatale rencontre) de Georges Denola
- 1911 : La Suggestion du baiser (L'Envie d'embrasser) de Georges Monca
- 1911 : Le Violon du grand-père de Michel Carré
- 1911 : Les Bottes de Kouba  de Georges Denola
- 1911 : Un homme habile  de Georges Denola
- 1912 : Rigadin nègre malgré lui  de Georges Monca